# Jacinto Zamora
Jacinto Zamora y del Rosario (Manila, 14 agosto 1835 – Manila, 17 febbraio 1872) è stato un presbitero, scrittore e educatore filippino. Membro del trio Gomburza, fu erroneamente accusato di tradimento per la sua presunta partecipazione all'ammutinamento di Cavite del 1872. Messo sotto processo dalle forze coloniali dell'impero spagnolo, fu condannato alla pena di morte tramite garrota assieme ai due altri sacerdoti.

## Biografia
Jacinto Zamora nacque il 14 agosto 1835 a Pandacan, Manila, figlio di Venancio Zamora e Hilaria del Rosario. Ispanofilippino, fu classificato come creolo secondo il sistema di casta coloniale formatosi in epoca coloniale spagnola. Dopo aver ottenuto un baccellierato in arte presso il Collegio di San Juan de Letran, frequentò l'Università di Santo Tomás. Si laureò il 16 marzo 1858 in diritto civile. Avvicinatosi fortemente alla fede cattolica, entrò successivamente nel Seminario arcivescovile di Manila.